# Bogserbåten Santtu
Bogserbåten Santtu är en finländsk ångdriven bogserbåt, som byggdes 1894 på Sandvikens Skeppsdocka och Mekaniska Verkstad i Helsingfors. Hon ingår idag i Satakunda museums samlingar och förvaras på land vid hamnen på Räfsö utanför Björneborg.
Fartyget hette ursprungligen Bomba  och var passagerarfartyg för det ryska kustartilleriets transporter till befästningar i Finska viken. Efter Finlands självständighet 1918 konfiskerades hon, överfördes till Finlands marin, döptes om till Santahamina och användes för transporter mellan Helsingfors och närliggande flottstationer.  
Fartyget såldes 1924 till S:t Michels sågverk och köptes därefter 1938 av Werner Hacklins stuveribolag i Björneborg, varvid hon byggdes om till bogserbåt och döptes om till Santtu. Under krigsåren användes Santtu i flottan, från 1945 till 1948 med  minröjning. År 1948 byttes maskinen till en dieselmotor. Santtu var senare bogserbåt i Räfsö och Tallholmen i Björneborg tills hon köptes 1971 av bogserbåtsföretaget Hangon Hinaus Oy i Hangö och donerades till Björneborgs stad 1982 för att bli museifartyg.